# Choi Hong-suk
Choi Hong-suk (Busan, Corea del Sur; 26 de junio de 1988 – 9 de enero de 2024) fue un voleibolista surcoreano.

## Carrera

### Club
| Periodo   | Club                           |
| --------- | ------------------------------ |
| 2011-2018 | Seoul Woori Card Woori Won     |
| 2018-2019 | Suwon Kepco Vixtorm            |
| 2019-2022 | Ansan OK Financial Group Okman |

### Selección nacional
Jugó para Corea del Sur en 15 ocasiones de 2011 a 2015.

## Logros
- Copa KOVO (1): 2015